# Cruz Laureada de São Fernando
A Real e Militar Ordem de São Fernando (em castelhano:  Real y Militar Orden de San Fernando), conhecida popularmente como Laureada Cruz de São Fernando, é a mais apreciada condecoração militar espanhola.
Tem por objetivo "honrar o reconhecido valor heroico e o muito distinto, como virtudes que, com abnegação, induzem a acometer ações excepcionais ou extraordinárias, individuais ou coletivas, sempre em serviço e benefício de Espanha".
Podem recebê-la os membros das Forças Armadas, da Guarda Civil (quando realizam atividades de caráter militar) e aqueles civis que prestem serviço dentro de forças militares organizadas.
Seu nome se refere ao rei Fernando III de Castela e Leão. Seu prestigio e categoria vem avaliados pelas rigorosas exigências necessárias para iniciar o expediente de concessão e o trâmite estrito que implica.
O Soberano da Ordem de São Fernando é o Rei da Espanha, que preside o capítulo bienal realizado no Real Mosteiro de El Escorial. Seu representante na Ordem é o Grão-Mestre, que governa auxiliado pelo Maestranza.

## História
Foi instituída pelas Cortes de Cádiz mediante o Decreto núm. LXXXVIII de 31 de agosto de 1811 com o propósito de que “só o distinto mérito seja convenientemente premiado e que nunca possa o favor ocupar o lugar da justiça”. Esse Decreto previa que na insignia da cruz constasse a coroa de laurel a partir da segunda ação heróica.
Os primeiros feitos de armas que foram honrados com este prêmio de prestígio eram chefiadas pelo brigadeiro Martín García-Loygorri e Ichaso, cuja intervenção decisiva no comando da artilharia na Batalha de Alcañiz (1809) na Guerra Peninsular, levou as tropas espanholas a uma retumbante vitória sobre os franceses.
Em 9 de novembro de 2007 morreu o tenente-general D. Adolfo Esteban Ascensión, último laureado vivo do Exército Espanhol. Para evitar o desaparecimento da Ordem, o regulamento em vigor, aprovado pelo Real Decreto 899/2001, de 27 de Julho, BOE de 14 de agosto, havia ordenado que fossem incorporados à mesma ordem militar agraciados com a Medalha Militar individualmente.

## Categorias
As categorias que integram esta Ordem são:
- Grã-Cruz Laureada: reservada para os oficiais general dos Exércitos. Consiste em uma cruz formada por quatro espadas em ouro unidas pelos pomos de sus empunhaduras, acoplada a uma coroa de laurel; faixa de seda, de gules, fileteada de laranja, de cujos extremos pende uma venera com a legenda «Al valor heroico» no seu anverso e a cifra "1811", no reverso.
- Cruz Laureada: para o resto do pessoal, militar ou civil. Como a anterior, mas as espadas de gules e sem faixa.
- Laureada Coletiva, que poderá ser concedida a unidades ou organismos das Forças Armadas Espanholas ou da Guarda Civil e cujas insígnias são as seguintes:
  - Para pessoal: uma coroa de laurel bordada sobre o punho do uniforme.
  - Para centros e organismos: laço, guia ou placa.
- Medalha Militar Individual e Medalha Militar Coletiva: A medalha consiste em um círculo cujo interior figura um sol nascente atrás do mar e uma matrona em pé, representando a Espanha, oferecendo uma coroa de laurel e sustentando um escudo com uma cabeça de leão.

## Requisitos para sua concessão
A Real e Militar Ordem de São Fernando, em seus regulamentos, apresenta a minúcia de detalhes necessários para a concessão de mérito. Entre eles, para o laureado, em adição ao valor heróico, os seguintes:
- Que a ação, feito ou serviço executado implique superar um dever excepcional de envolver sacrifícios e riscos significativos, incluindo a perda de vidas.
- Que a ação, feito ou serviço não se origine como impulso único, com o objetivo de salvar a vida ou a ambição de forma imprópria e excessiva que possa levar a pessoa em causa, ou as forças sob o seu comando, a um risco inútil ou excessivo.
- Que sejam tomadas as medidas para tirar o máximo proveito da ação com um mínimo de baixas, mesmo que seguindo ordens ou circunstâncias táticas deliberadamente atingindo o auto-sacrifício ou das suas forças, devem ser tomadas medidas de controle e danos materiais menores.
- Que o ato tenha lugar em tempos críticos e difíceis, circunstâncias que venham determinadas pelo custo da batalha ou combate, ou que a ação tem efeito encontrar a pessoas em causa e as suas tropas ou tropas em inferioridade manifesta frente o inimigo. Esta inferioridade deve ser avaliada em termos de forças ou armas, posição em campo e defesas, suprimentos, estado físico, ferimentos sofridos, moral baixa em suas próprias tropas ou reveses recentes que causaram perdas substanciais.
- Que o ato heróico produza extraordinárias mudanças favoráveis e assinaladas vantagens táticas para as próprias forças.
- Na estimativa que se faça do feito será mérito destacável o autor ter se oferecido para executá-lo, previstas as extraordinárias dificuldades e os grandes riscos que envolvem a sua realização.
- Também irá receber essa recompensa, sem satisfazer as condições acima mencionadas, quem tenha realizado um ato heroico tão notável que seu trabalho exemplar constitui um poderoso incentivo e impacto na elevação e criar moral no Exército.

A Medalha Militar premia não o valor heroico mas o muito distinto, concorrendo similares circunstâncias às anteriormente resenhadas para a Cruz Laureada.